# Spinbol

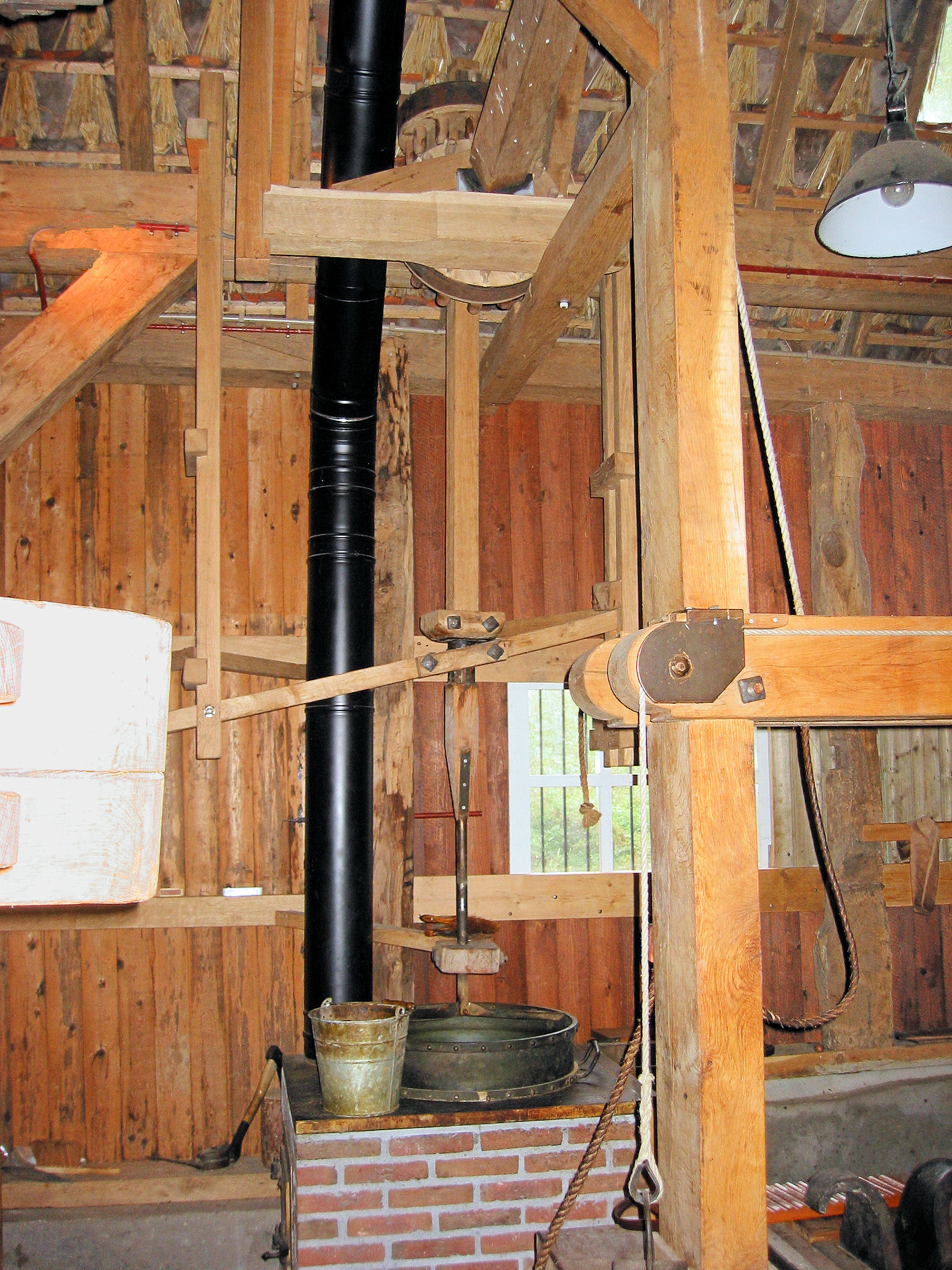
Spinbol bij de Collse Watermolen

Een spinbol is een dollenwiel of kroonwieltje in een oliemolen, dat de spil van het roermes aandrijft.
Als het voorslagsmeel op het vuister (kachel) ligt, wordt het verwarmd tot ongeveer 35-40 graden. Het meel wordt ondertussen omgeroerd met een roermes dat aangedreven wordt door een door de overwerker aangedreven kroonwieltje of spinbol. De overwerker wordt op zijn beurt weer aangedreven door de op de wentelas zittende krans, een varkenswiel. Hierdoor wordt een gelijkmatige verwarming van het meel verkregen.

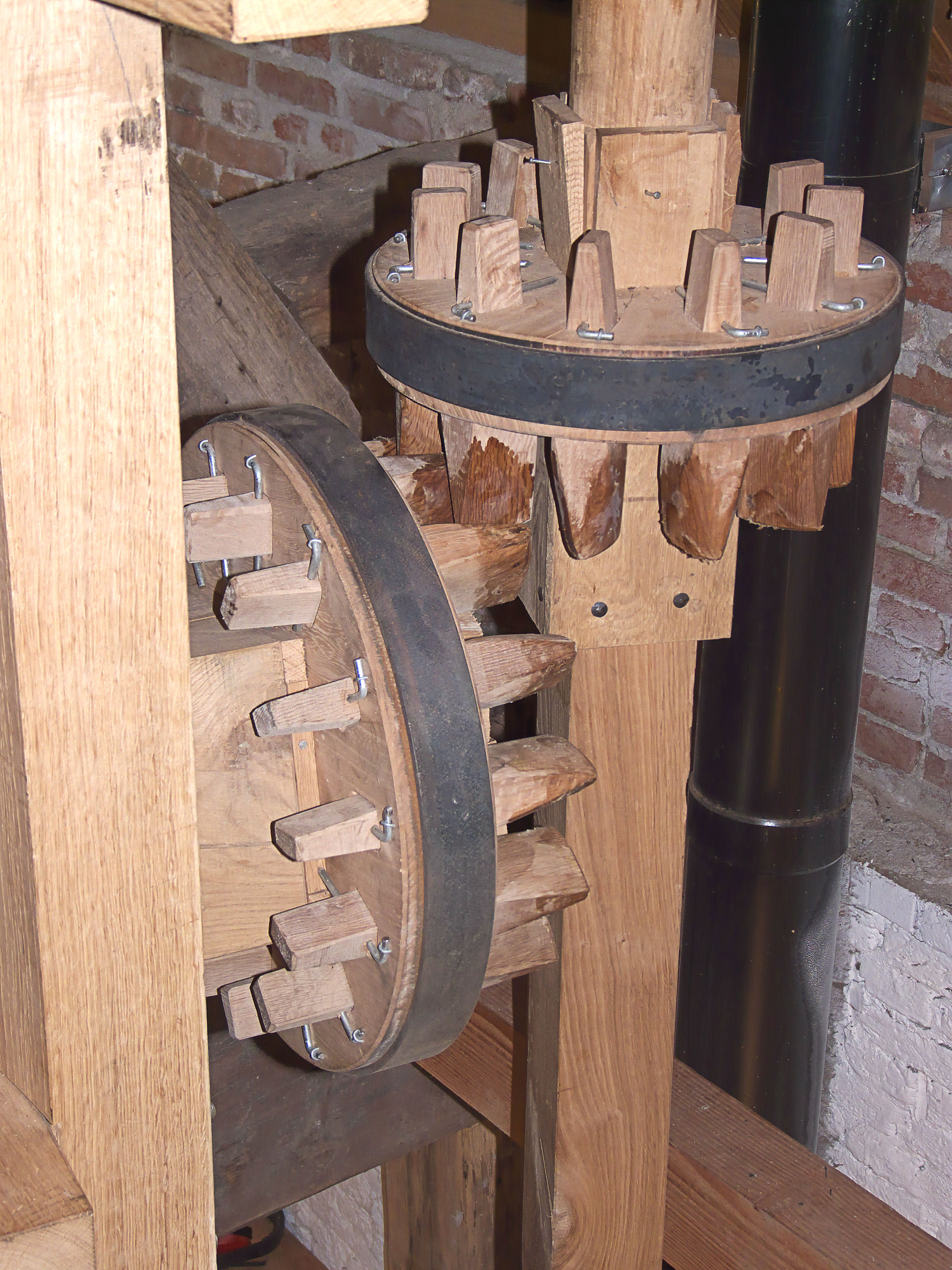
Kroonwieltje van de Kilsdonkse Molen